# Роди-Миличи
Роди-Миличи (итал. Rodì Milici) — коммуна в Италии, располагается в регионе Сицилия, в провинции Мессина.
Население составляет 2335 человек (2008 г.), плотность населения составляет 65 чел./км². Занимает площадь 36 км². Почтовый индекс — 98059. Телефонный код — 090.
Покровителями коммуны почитаются святой апостол Варфоломей, празднование 24 августа, святой Филипп из Агиры (Роди), празднование 12 мая, и святой Иоанн Креститель (Миличи), празднование 24 июня.

## Демография
Динамика населения:

## Администрация коммуны
- Официальный сайт: